# Mussaenda laxiflora
Mussaenda laxiflora är en måreväxtart som beskrevs av John Hutchinson. Mussaenda laxiflora ingår i släktet Mussaenda och familjen måreväxter. Inga underarter finns listade i Catalogue of Life.